# 春日太一
春日 太一（かすが たいち、1977年9月9日 - ）は、日本の映画史・時代劇研究家。東京都出身。

## 人物・来歴
1987年、『独眼竜政宗』で時代劇に目覚め、小学生から名画座に通う生活を送る。中学時代には『電気グルーヴのオールナイトニッポン』のリスナーでピエール瀧のファンであった。
海城高校在学時には、2学年上の飯田泰之と交流があり、のちに『エドノミクス 歴史と時代劇で今を知る』（扶桑社）を共著している。
日本大学藝術学部放送学科に入学。在学時は一時期映画監督・石井輝男の書生を務めたことがある。東映の入社試験を受け、卒業論文のテーマは『仁義なき戦い』だった。
卒業後は大学院に進み、フジテレビの時代劇プロデューサー・能村庸一の著書『実録テレビ時代劇史』を読み、テレビ時代劇を研究対象に定める。能村の知遇を得て、映像京都の撮影現場に半年間密着するなど時代劇撮影スタッフに聞き取り取材を行う。『映画とテレビ交流期の時代劇表現：1970年代の京都3撮影所における集団的個性の形成プロセス』（2008年）で芸術学の博士号を取得、博士後期課程を修了。
映画・ドラマのみならず、プロ野球やサッカー、プロレス、アイドルにも造詣が深く、プロ野球は横浜DeNAベイスターズの30年来のファン。『SCHOOL NINE TUESDAY』（JFNC）には、「あかんやつらの℃-ute論!」（2013年12月31日））、「Berryz工房活動停止で改めて考えるアイドルの引退・解散」（2014年8月19日放送）の回でゲスト出演している。『アイドリング!!!』（フジテレビONE）も2006年の第1回から欠かさず視聴している。
ただし、本業である映画・テレビドラマ・時代劇関連以外についての執筆（単著）は断っている。
2014年『あかんやつら 東映京都撮影所血風録』で第26回尾崎秀樹記念・大衆文学研究賞受賞。
2024年、『鬼の筆 戦後最大の脚本家・橋本忍の栄光と挫折』で第55回大宅壮一ノンフィクション賞受賞。

## 著書
- 『時代劇は死なず!-京都太秦の「職人」たち』集英社〈集英社新書〉、2008年12月。ISBN 978-4087204711。
  - 『完全版 時代劇は死なず! -京都太秦の「職人」たち』河出書房新社〈河出文庫〉、2015年2月。ISBN 978-4309413495。
- 『天才 勝新太郎』文藝春秋〈文春新書〉、2010年1月。ISBN 978-4166607358。
- 『仁義なき日本沈没-東宝VS.東映の戦後サバイバル』新潮社〈新潮新書〉、2012年3月16日。ISBN 978-4106104596。
- 『あかんやつら 東映京都撮影所血風録』文藝春秋、2013年11月。ISBN 978-4163768106。
  - 『あかんやつら 東映京都撮影所血風録』文春文庫、2016年6月。ISBN 978-4167906412。
- 『なぜ時代劇は滅びるのか』新潮社〈新潮新書〉、2014年9月。ISBN 978-4106105869。
- 『時代劇ベスト100』光文社〈光文社新書〉、2014年10月。ISBN 978-4334038229。
  - 増補版『時代劇ベスト100+50』光文社知恵の森文庫、2020年6月。ISBN 978-4334787875
- 『役者は一日にしてならず』小学館、2015年2月。ISBN 978-4093798693。
- 『市川崑と『犬神家の一族』』新潮社〈新潮新書〉、2015年11月。ISBN 978-4106106446。
- 『鬼才 五社英雄の生涯』文藝春秋〈文春新書〉、2016年8月。ISBN 978-4166610877。
- 『ドラマ「鬼平犯科帳」ができるまで』文藝春秋〈文春文庫〉、2017年1月。ISBN 978-4167907778。
- 『すべての道は役者に通ず』小学館、2018年10月。ISBN 978-4093801058。
- 『泥沼スクリーン これまで観てきた映画のこと』文藝春秋、2018年12月。ISBN 978-4163909462。
- 『時代劇入門』角川新書、2020年3月。ISBN 978-4040822631
- 『日本の戦争映画』文春新書、2020年7月。ISBN 978-4166612727
- 『大河ドラマの黄金時代』NHK出版新書、2021年2月。ISBN 978-4140886472
- 『時代劇聖地巡礼』ミシマ社、2021年4月。ISBN 978-4909394507
- 『やくざ映画入門』小学館新書、2021年10月。ISBN 978-4098254118
- 『忠臣蔵入門　映像で読み解く物語の魅力』角川新書、2021年12月。ISBN 978-4040824055
- 『時代劇聖地巡礼 関西ディープ編』ミシマ社、2023年3月。ISBN 978-4909394842
- 『鬼の筆　戦後最大の脚本家・橋本忍の栄光と挫折』文藝春秋、2023年11月。ISBN 978-4163917009
- 『ヒット映画の裏に職人あり!』小学館新書、2024年10月。ISBN 9784098254781

### 電子書籍
- 『不屈 松方弘樹 時代劇への遺言』文藝春秋〈文春e-Books〉（原著2017年3月）。

### 共著・編著
- 能村庸一『時代劇の作り方 プロデューサー能村庸一の場合』辰巳出版、2011年7月。ISBN 978-4777808649。
- 仲代達矢『仲代達矢が語る 日本映画黄金時代』PHP研究所〈PHP新書〉、2013年1月。ISBN 978-4569804187。
  - 『仲代達矢が語る 日本映画黄金時代　完全版』文春文庫、2017年9月。聞き手
- 飯田泰之『エドノミクス 歴史と時代劇で今を知る』扶桑社、2014年5月。ISBN 978-4594070526。
- 『総特集 五社英雄 極彩色のエンターテイナー』責任編集、河出書房新社〈文藝別冊〉、2014年11月。ISBN 978-4309978512。
- サンキュータツオ『俺たちのBL論』河出書房新社、2016年1月。ISBN 978-4309024417。
  - 『ボクたちのBL論』河出文庫、2018年11月
- 『町山智浩・春日太一の日本映画講義　時代劇編』河出新書、2019年6月。ISBN 978-4309631097
- 『町山智浩・春日太一の日本映画講義　戦争・パニック映画編』河出新書、2019年7月。ISBN 978-4309631110
- 『美しく、狂おしく 岩下志麻の女優道』文藝春秋、2018年2月。ISBN 978-4163907789。文春文庫、2021年6月
- 『黙示録 映画プロデューサー・奥山和由の天国と地獄』聴き手・構成、文藝春秋、2019年10月。ISBN 978-4163911083
- 『深作欣二　現場を生きた、仁義なき映画人生』責任編集、河出書房新社〈文藝別冊〉、2021年9月。ISBN 978-4309980331
- 『高倉健　みんなが愛した最後の映画スター』責任編集、河出書房新社〈文藝別冊〉、2022年8月。ISBN 978-4309980447

## 連載
- 春日太一の木曜邦画劇場（週刊文春）
- 役者は言葉でできている（週刊ポスト）

## 出演
- WOWOWぷらすと（ニコニコ生放送）※不定期出演
  - 映画・時代劇の回のみならず、2014年6月13日配信「第2回 サッカー井戸端会議」にも出演している[13]。
- チャンバラジオ（NHKラジオ第1放送）2015年9月21日、2016年1月1日・10月10日・12月31日
- すっぴん!（NHKラジオ第1放送）2017年4月 - 「春日太一の金曜映画劇場」（月1回金曜11時台）
- がんばれ!スガーズ（YouTubeを使ったWebラジオ） - 貴日ワタリとのトーク番組。ドラマや映画についての四方山話、取材の裏話など。

### 終了した番組
- 春日太一・サンキュータツオ・宮地昌幸の偏愛映画対談（日映シネマガ）
- チャンネル生回転TV Allザップ!（BSスカパー!）※「スカパー!ウォッチャー」[14]として不定期出演